# Johann Strauss (trein)

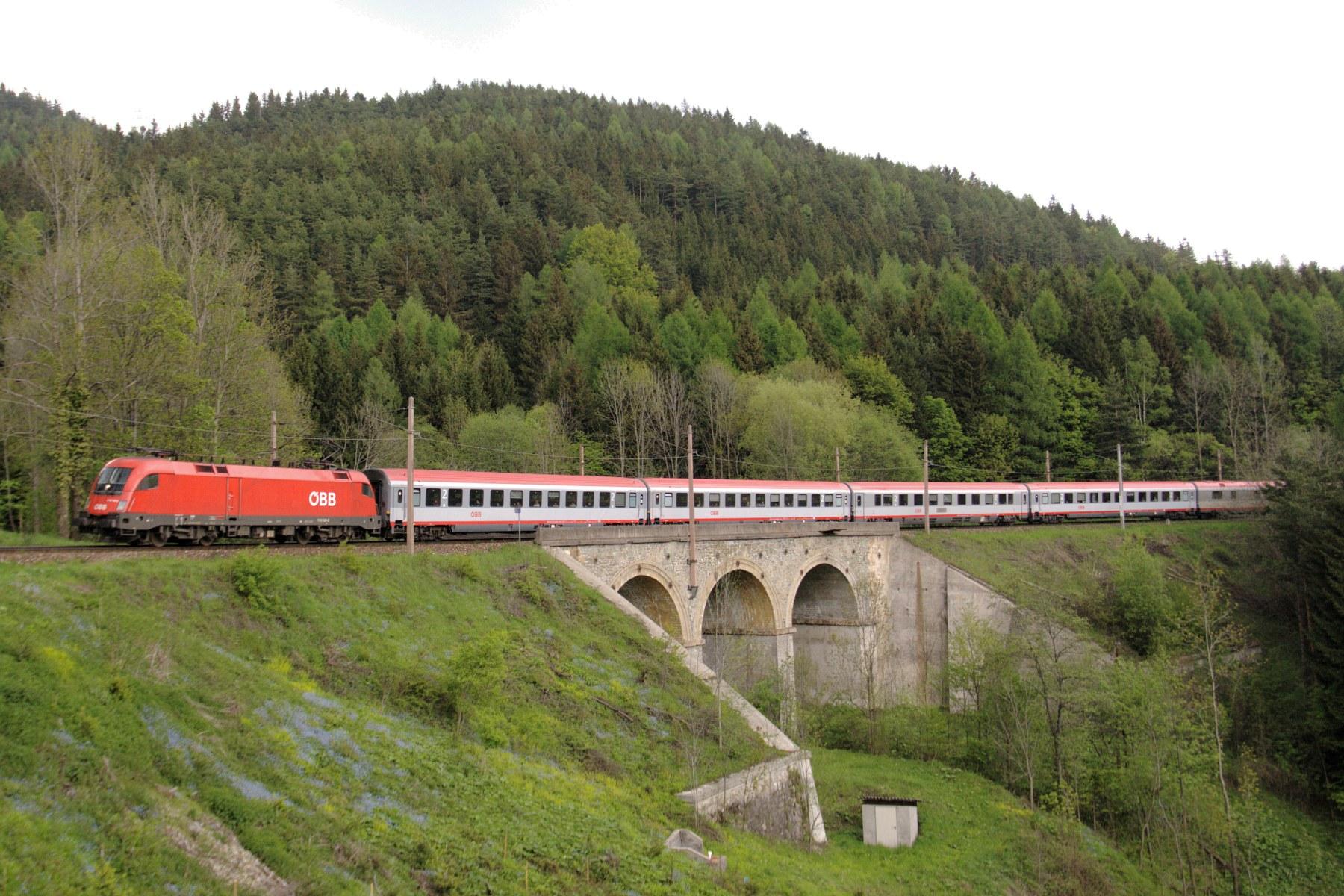
Internationale trein bij Rumplergraben

De Johann Strauss was een internationale trein op het traject  Keulen - Frankfurt am Main - Passau - Wenen. De naam verwijst naar de Oostenrijkse componisten vader. en zoon Strauss.  

## EuroCity

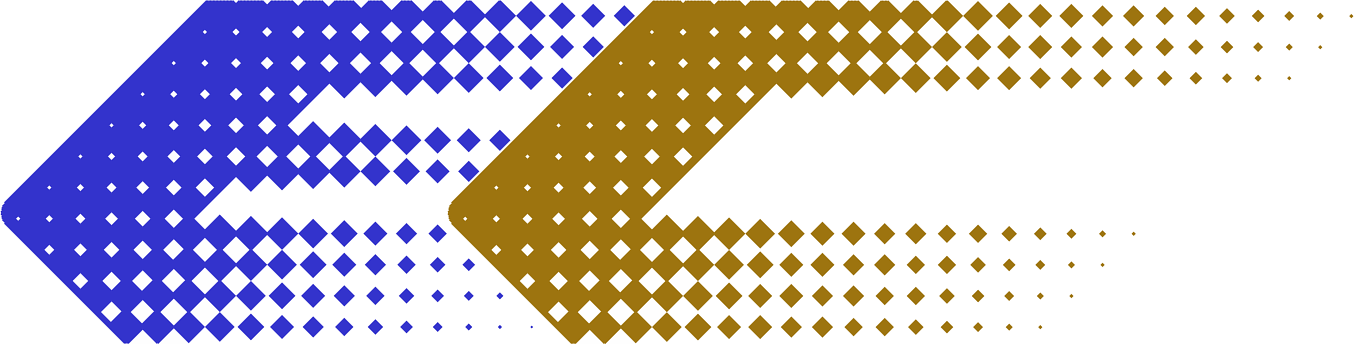
EuroCity-logo

Op 31 mei 1987 was de EC Johann Strauss een van de treinen waarmee het EuroCity-net van start ging. De trein startte met de nummers EC 28 in westelijke en EC 29 in oostelijke richting  en werd verzorgd door de ÖBB. De EC 28 reed tussen Wenen en Frankfurt am Main gecombineerd met de posttrein tussen beide steden. Op 2 juni 1991 werd in Duitsland de InterCityExpress (ICE) in gebruik genomen en in verband met de daarmee gepaard gaande reorganisatie van de dienstregeling kreeg de EC Johann Strauss de treinnummers EC 22 en EC 23. In 2003 volgde een nieuwe reorganisatie van de treindienst. De ICE-diensten waren inmiddels uitgebreid tot in Oostenrijk en op het traject van de Johann Strauss  was inmiddels een IC met een twee-uursfrequentie geïntroduceerd. In Oostenrijk was inmiddels de concurrentie van goedkope vluchten tussen Oostenrijk en Italië voelbaar en werd in 2003 gestart met het project Allegro in een poging reizigers terug te winnen voor de trein. De EuroCity- en EuroNight-verbindingen tussen Oostenrijk en Italië zouden onder de productnaam Allegro aan de man gebracht worden en, net als eerder bij Cisalpino, werden de treinnamen voorzien van het voorvoegsel Allegro, verwijzend naar de relatie tussen Oostenrijk en de muziek. De EC Johann Strauss reed op 13 december 2003 voor het laatst tussen Frankfurt en Wenen. Vanaf 14 december 2003 werd de trein ingezet op de Semmeringroute  als Allegro Johann Strauss voor de verbinding tussen Venetië en Wenen:
| Land       | Station             |
| ---------- | ------------------- |
| Italië     | Venezia Santa Lucia |
| Italië     | Venezia Mestre      |
| Italië     | Pordenone           |
| Italië     | Udine               |
| Italië     | Tarvisio Boscoverde |
| Oostenrijk | Villach Hbf         |
| Oostenrijk | Klagenfurt Hbf      |
| Oostenrijk | Bruck a. d. Mur     |
| Oostenrijk | Wien Südbahnhof     |

Uiteindelijk werd de Allegrodienst naar Venetië op 12 december 2009 gestaakt.